# Real Racing 3
A Real Racing 3 egy 2013-as videójáték, amit a Firemonkeys Studios fejlesztett ki és az Electronic Arts publikált Android, iOS, Nvidia Shield és BlackBerry 10 platformokra. Először 2013. február 28-án jelent meg. A játék a 2009-es Real Racing és a 2010-es Real Racing 2 folytatása, és a Real Racing Next fogja követni.
A játékban 19 valós pálya, 22 autómárka, 223 licenccel rendelkező autó található, köztük  Audi, Porsche, Lamborghini, Bugatti, Ford, Ferrari, McLaren és Koenigsegg márkájúak. Az előző Real Racing-játékoktól eltérően a játékosnak karban kell tartania a járműveit, ami pénzbe és időbe kerül.

## Játékmenet
A játék elején a játékos egy Porsche 911 GT3 RS-el megismerheti a játék alapjait. Utána meg kell vásárolnia a Nissan Silvia S15-öt vagy a Ford Focus RS-t, hogy elkezdhesse a játékot, azonban egy frissítés után egy Formula–1 versenyautóval kell kezdeni.
Amikor a játékos elkezdi a játékot a pilóta 0-s szinten van, ezt a minél ügyesebb vezetéssel lehet növelni. A játék több különböző sorozatra oszlik, mindegyik sorozat több szintre van osztva, és ezek a szintek 1-3 egyéni versenyre vannak bontva.
- Series: A játékban található sorozatok száma folyamatosan növekszik. Ezekben a sorozatokban csak bizonyos autók használhatók (általában 3-5 db). Ha egy sorozat megfelelő szintig teljesítve van, akkor a következő felold.
- Tiers: Minden sorozat 17-22 Tier-re van osztva, amelyek mindegyike 1-3 futamot tartalmaz.

Háromféle pénznem van a játékban: "Motorsport Dollar" (M $), "Race Dollar" ("R $") és a gold (arany). Az R $-t és M $-t a versenyek teljesítésével lehet kapni. Goldot ritkábban lehet szerezni. Az R $-al és M $-al új autókért, frissítésekért, vagy karbantartásért lehet fizetni. Goldot lehet használni a karbantartás azonnali befejezésére, új szintek és autók azonnali feloldására, magasabb szintű frissítések vásárlására, személygépkocsik testreszabására, valamint olyan autók vásárlására, amik nem állnak rendelkezésre az R $-al vagy M$-al. A játékos R $-t, M $-t és goldot tud vásárolni valódi pénzzel az App Store-ban.

### Karbantartás
A játék lényeges eleme, hogy a játékosnak meg kell várnia a karbantartást. Ha a verseny közben ütközik, utána az autóját meg kell javítania.

### Irányítás
A Real Racing 3 irányítása hasonló az elődeihez.

### Multiplayer
Amikor a játék megjelent, nem a "hagyományos" többjátékos módot kínálta (ahol a játékosok egy időben, online versenyeznek egymással), hanem a "Time Shifted Multiplayer" (TSM) néven ismert, a Firemonkeys által feltalált többjátékos rendszert. Ez úgy működik, hogy rögzíti az egyes versenyeken a játékos köridejét, majd amikor a valaki multiplayerbe lép, a játék  újra "létrehozza" a másik játékos köridejét, így különböző időben lehet egymás ellen versenyezni. Azonban a TSM-t nem fogadták pozitívan a kritikák, sokaknak nem tetszett az új játéktípus. A játék 2.0-s frissítése (2013. december) kiadott egy "normális" többjátékos módot, ahol maximum négyen versenyezhetnek egymás ellen.

## Autók
A játékban 229 licenccel rendelkező autó található. Amikor a játékot  kiadták, mindegyik autó azonnal megvásárolható volt. Viszont az 1.2-es frissítés óta a legtöbb autót most fel kell oldani bizonyos számú trófea megszerzésével.
Néhány az autók közül: 
- Dodge Challenger SRT8
- Lexus IS F
- Chevrolet Camaro ZL1
- Nissan 350Z (Z33)
- Ford GT FIA GT1
- BMW Z4 GT3
- Ford Shelby GT500
- Dodge Charger SRT8
- Ford Mustang GT Premium
- Audi R8 LMS ultra
- Lamborghini Aventador LP 700-4
- Koenigsegg CCXR
- Porsche 918 Spyder concept
- Ferrari LaFerrari
- SRT Viper GTS
- Mercedes-Benz SLS AMG GT3
- Bentley Continental Supersports
- Lexus LFA
- Pagani Zonda R
- Shelby '66 Cobra 427
- Ferrari F12berlinetta
- Toyota TS040 Hybrid
- Lamborghini Veneno
- Koenigsegg Agera R
- McLaren P1 GTR

## Fordítás
Ez a szócikk részben vagy egészben  a   Real Racing 3 című angol Wikipédia-szócikk fordításán alapul.  Az eredeti cikk szerkesztőit annak laptörténete sorolja fel. Ez a jelzés csupán a megfogalmazás eredetét és a szerzői jogokat jelzi, nem szolgál a cikkben szereplő információk forrásmegjelöléseként.